# Красний Яр (Можгинський район)
Красний Яр (рос. Красный Яр) — село в Можгинському районі Удмуртії, Росія.
Урбаноніми:
- вулиці — Річкова, Слобідська

## Населення
Населення — 18 осіб (2010; 37 в 2002).
Національний склад станом на 2002 рік:
- удмурти — 70 %
- росіяни — 30 %